# Melitaea corythalioides
Melitaea corythalioides är en fjärilsart som beskrevs av Spannring 1923. Melitaea corythalioides ingår i släktet Melitaea och familjen praktfjärilar. Inga underarter finns listade i Catalogue of Life.